# Campylomormyrus cassaicus
Campylomormyrus cassaicus és una espècie de peix africà del gènere Campylomormyrus en la família Mormyridae, endèmic dels rius Luachimo i Kasai, en Angola i en la República Democràtica del Congo.

## Morfologia
D'acord amb la seva morfologia, es pot agrupar dins del grup de «peixos elefant», junt amb el Gnathonemus i el Mormyrus, que posseeixen una extensió particularment prominent en la boca i per això popularment se'ls anomena «peixos de nas d'elefant»; aquesta extensió usualment consisteix en un allargament carnós flexible unit a la mandíbula inferior i que està equipada amb sensors de tacte i probablement de gust.
Pot atènyer una grandària aproximada de 200 mm.

## Estat de conservació
Respecte a l'estat de conservació es pot indicar que d'acord amb la UICN aquesta espècie es pot catalogar en la categoria de «Dades insuficients (DD)», ja que no hi ha informació suficient per determinar la categoria d'aquesta espècie.